# Diadasina nigra
Diadasina nigra är en biart som först beskrevs av Heinrich Friese 1910.  Diadasina nigra ingår i släktet Diadasina och familjen långtungebin. Inga underarter finns listade i Catalogue of Life.